# Commande et régulation motrices
En neurosciences, le contrôle moteur est la capacité de faire des ajustements posturaux dynamiques et de diriger le corps et les membres dans le but de faire un mouvement déterminé. Le mouvement volontaire est initié par le cortex moteur primaire et le cortex prémoteur. Le signal est ensuite transmis aux circuits du tronc cérébral et de la moelle épinière qui activent les muscles squelettiques qui, en se contractant, produisent un mouvement. Le mouvement produit renvoie des informations proprioceptives au système nerveux central (SNC). À la suite de la rétroaction reçue, le mouvement peut être modifié, ajusté ou continué. D’autres structures du SNC influencent le mouvement telles que les ganglions de la base et le cervelet. Les afférences sensorielles contribuent également à la rétroaction. Une atteinte à une ou plusieurs de ces structures ou des voies afférentes ou efférentes auxquelles elles participent peut donc affecter le contrôle moteur.
Plusieurs composantes sont nécessaires pour un contrôle moteur adéquat. On peut noter entre autres un tonus musculaire et postural adéquat, les mécanismes posturaux (réactions de redressement, équilibre et réactions de protections) et la coordination. Le contrôle moteur se développe généralement de proximal à distal. Le contrôle proximal favorise le contrôle moteur en distal, mais ne constitue pas un prérequis. Par exemple, l’habileté à stabiliser le poignet facilite le développement de prises plus matures au niveau des doigts.
Chez les adultes, les principales causes d’un déficit de contrôle moteur sont un accident vasculaire cérébral, une lésion cérébrale ou une maladie neurologique telle que la sclérose en plaques et la maladie de Parkinson. (Preston, 2006) Chez les enfants, toute atteinte du SNC ou du système nerveux périphérique, selon sa localisation, peut affecter le développement du contrôle moteur. Selon l’importance de l’atteinte, le développement de certaines habiletés peut être affecté au niveau de la motricité fine ou globale, des habilités de jeu et des activités de la vie quotidienne (manger, se laver). Puisque le contrôle moteur est un préalable à plusieurs activités, les intervenants doivent s’assurer d’intervenir le plus tôt possible afin de limiter les déficits et/ou les impacts des déficits.
Les principes du contrôle moteur peuvent être également utilisés pour le contrôle et la planification des taches motrices en biorobotique. (Blagouchine & Moreau, 2010)
Les fonctions motrices désignent les différentes structures qui participent à la mise en mouvement d'une partie du corps ainsi qu'au contrôle et à la régulation de ce mouvement,.
Les fonctions motrices sont à la fois nerveuses (moelle spinale, cortex cérébral et cervelet), musculaires et tendineuses,.